# The Who Tour 1982
The Who Tour 1982 fue una gira mundial de conciertos de la banda inglesa The Who durante 1982.

## Lista de canciones
1. "Substitute"
2. "I Can't Explain"
3. "Dangerous" (John Entwistle)
4. "Sister Disco"
5. "The Quiet One"
6. "It's Hard"
7. "Eminence Front"
8. "Behind Blue Eyes"
9. "Baba O'Riley"
10. "I'm One"
11. "The Punk and the Godfather"
12. "Drowned"
13. "A Man Is a Man"
14. "Cry If You Want"
15. "Who Are You"
16. "Pinball Wizard"
17. "See Me, Feel Me"
18. "5.15
19. "Love Reign O'er Me"
20. "Long Live Rock"
21. "Naked Eye" (solo el 11 de septiembre)
22. "Won't Get Fooled Again"

1. "Substitute" (se tocaba más tarde cuando  "My Generation" era la primera canción)
2. "I Can't Explain" (fue la primera canción del set-list el 6 de octubre)
3. "Dangerous" (John Entwistle)
4. "Sister Disco"
5. "The Quiet One"
6. "It's Hard" (fue reemplazada con "Cooks County" el 6 de octubre)
7. "Eminence Front"
8. "Behind Blue Eyes"
9. "Baba O'Riley"
10. "My Generation" (desde el 7 de octubre; fue la primera canción del set)
11. "I'm One" (no se tocaba cada noche; se dejó de tocar después del 13 de octubre)
12. "The Punk and the Godfather" (no se tocaba cada noche; se dejó de tocar después del 13 de octubre)
13. "Drowned"
14. "A Man Is a Man" (no se tocaba todas las noches)
15. "Cry If You Want" (a veces incluían partes de  "Another Tricky Day")
16. "Who Are You"
17. "Pinball Wizard"
18. "See Me, Feel Me"
19. "5.15"
20. "Love Reign O'er Me"
21. "Long Live Rock"
22. "Won't Get Fooled Again"

1. "My Generation" (se tocaba más tarde cuando  "Substitute" era la primera canción)
2. "I Can't Explain" (no se tocó el 4 de diciembre)
3. "Dangerous" (John Entwistle)
4. "Sister Disco"
5. "The Quiet One"
6. "It's Hard"
7. "Eminence Front"
8. "Behind Blue Eyes"
9. "Baba O'Riley"
10. "I Can See for Miles" (reemplazada con "Doctor Jimmy" desde el 6 de diciembre)
11. "Boris the Spider" (John Entwistle) (desde el 6 de diciembre)
12. "Drowned"
13. "Tattoo" (tocada en el 27, 29 y 30 de noviembre; y 4 de diciembre)
14. "Cry If You Want" (no se tocó el 6 de diciembre)
15. "Who Are You"
16. "Pinball Wizard"
17. "See Me, Feel Me"
18. "Love Ain't For Keeping" (desde el 1 de diciembre; a veces se cambiaba de lugar en el set)
19. "5.15"
20. "Love Reign O'er Me"
21. "Long Live Rock"
22. "Won't Get Fooled Again"

## Fecha de la gira
| Fecha                    | Ciudad                      | País          | Lugar                             |
| Europa                   | Europa                      | Europa        | Europa                            |
| ------------------------ | --------------------------- | ------------- | --------------------------------- |
| 10 de septiembre de 1982 | Birmingham                  | England       | National Exhibition Centre        |
| 11 de septiembre de 1982 | Birmingham                  | England       | National Exhibition Centre        |
| Norteamerican            |                             |               |                                   |
| 22 de septiembre de 1982 | Landover, Maryland          | United States | Capital Centre                    |
| 23 de septiembre de 1982 | Landover, Maryland          | United States | Capital Centre                    |
| 25 de septiembre de 1982 | Philadelphia, Pennsylvania  | United States | JFK Stadium                       |
| 26 de septiembre de 1982 | Orchard Park, New York      | United States | Rich Stadium                      |
| 28 de septiembre de 1982 | Pittsburgh, Pennsylvania    | United States | Civic Arena                       |
| 29 de septiembre de 1982 | Indianapolis, Indiana       | United States | Market Square Arena               |
| 30 de septiembre de 1982 | Pontiac, Míchigan           | United States | Silverdome                        |
| 2 de octubre de 1982     | Saint Paul, Minnesota       | United States | Saint Paul Civic Center           |
| 3 de octubre de 1982     | Saint Paul, Minnesota       | United States | Saint Paul Civic Center           |
| 5 de octubre de 1982     | Rosemont, Illinois          | United States | Rosemont Horizon                  |
| 6 de octubre de 1982     | Rosemont, Illinois          | United States | Rosemont Horizon                  |
| 7 de octubre de 1982     | Louisville, Kentucky        | United States | Freedom Hall                      |
| 9 de octubre de 1982     | Toronto                     | Canadá        | CNE Stadium                       |
| 10 de octubre de 1982    | East Rutherford, New Jersey | United States | Brendan Byrne Arena               |
| 12 de octubre de 1982    | New York City               | United States | Shea Stadium                      |
| 13 de octubre de 1982    | New York City               | United States | Shea Stadium                      |
| 15 de octubre de 1982    | Cedar Falls, Iowa           | United States | UNI-Dome                          |
| 17 de octubre de 1982    | Boulder, Colorado           | United States | Folsom Field                      |
| 20 de octubre de 1982    | Seattle, Washington         | United States | Kingdome                          |
| 21 de octubre de 1982    | Portland, Oregon            | United States | Memorial Coliseum                 |
| 23 de octubre de 1982    | Oakland, California         | United States | Oakland-Alameda County Coliseum   |
| 25 de octubre de 1982    | Oakland, California         | United States | Oakland Coliseum Arena            |
| 27 de octubre de 1982    | San Diego, California       | United States | Jack Murphy Stadium               |
| 29 de octubre de 1982    | Los Ángeles, California     | United States | Los Angeles Memorial Coliseum     |
| 31 de octubre de 1982    | Tempe, Arizona              | United States | Sun Devil Stadium                 |
| Norteamerican            |                             |               |                                   |
| 27 de noviembre de 1982  | Orlando, Florida            | United States | Tangerine Bowl                    |
| 29 de noviembre de 1982  | Lexington, Kentucky         | United States | Rupp Arena                        |
| 30 de noviembre de 1982  | Birmingham, Alabama         | United States | Birmingham-Jefferson Civic Center |
| 1 de diciembre de 1982   | Biloxi, Mississippi         | United States | Mississippi Coast Coliseum        |
| 3 de diciembre de 1982   | Houston, Texas              | United States | Astrodome                         |
| 4 de diciembre de 1982   | Dallas, Texas               | United States | Cotton Bowl                       |
| 6 de diciembre de 1982   | San Luis, Misuri            | United States | St. Louis Arena                   |
| 7 de diciembre de 1982   | Milwaukee, Wisconsin        | United States | MECCA Arena                       |
| 8 de diciembre de 1982   | Rosemont, Illinois          | United States | Rosemont Horizon                  |
| 10 de diciembre de 1982  | Syracuse, New York          | United States | Carrier Dome                      |
| 11 de diciembre de 1982  | Worcester, Massachusetts    | United States | The Centrum                       |
| 13 de diciembre de 1982  | Richfield, Ohio             | United States | Richfield Coliseum                |
| 14 de diciembre de 1982  | Richfield, Ohio             | United States | Richfield Coliseum                |
| 16 de diciembre de 1982  | Toronto, Ontario            | Canada        | Maple Leaf Gardens                |
| 17 de diciembre de 1982  | Toronto, Ontario            | Canada        | Maple Leaf Gardens                |